# Saint-Philbert-du-Peuple
Saint-Philbert-du-Peuple là một xã thuộc tỉnh Maine-et-Loire trong vùng Pays de la Loire phía tây nước Pháp. Xã này nằm ở khu vực có độ cao trung bình 58 mét trên mực nước biển.